# Lucifuge: The Video
Lucifuge: The Video – drugie wydawnictwo VHS amerykańskiego zespołu muzycznego Danzig zawierające teledyski do utworów pochodzących z albumu Danzig II: Lucifuge. Wydane 11 czerwca 1991 roku przez wytwórnię płytową Def American. Na kasecie znalazły się cztery teledyski w wersjach nieocenzurowanych, dodatkowe ujęcia nakręcone podczas trasy koncertowej oraz cztery utwory pochodzące z solowego albumu Black Aria Glenna Danziga (są to "Conspiracy Dirge", "Shifter", "Paradise Lost" i "Overture of the Rebel Angels").

## Lista utworów
1. "Conspiracy Dirge"
2. "Devil's Plaything"
3. "Shifter"
4. "Killer Wolf"
5. "I'm the One"
6. "Her Black Wings"
7. "Paradise Lost"
8. "Overture of the Rebel Angels"

## Twórcy
- Glenn Danzig – śpiew, instrumenty klawiszowe, reżyseria
- Eerie Von – gitara basowa
- John Christ – gitara
- Chuck Biscuits – perkusja
- Vincent Giordano – produkcja, reżyseria, zdjęcia
- Anton Corbijn – reżyseria
- Richard Bell – produkcja
- Rick Rubin – producent wykonawczy

## Wydania
- Def American, 11 czerwca 1991, wydanie na kasecie VHS